# Tetraneura nigriabdominalis
Espèce
Synonymes
- Schizoneura nigriabdominalis Sasaki, 1899[1]
- Tetraneura (Tetraneurella) nigriabdominalis (Sasaki, 1899)[1]
- Tetraneura akinire Sasaki, 1904[1]
- Tetraneurella akinire (Sasaki, 1904)[1]

Tetraneura nigriabdominalis est une espèce d'insectes hémiptères (pucerons) responsable de la galle de l'Orme champêtre.

## Liste des sous-espèces
Selon Catalogue of Life (11 novembre 2020) :
- sous-espèce Tetraneura nigriabdominalis nigriabdominalis (Sasaki, 1899)
- sous-espèce Tetraneura nigriabdominalis shanxiensis Zhang, Guangxue & Wanyu Zhang, 1991